# Lepturgotrichona cubaecola
Lepturgotrichona cubaecola là một loài bọ cánh cứng trong họ Cerambycidae.